# Eukoenenia ankaratrensis
Espèce
Eukoenenia ankaratrensis est une espèce de palpigrades de la famille des Eukoeneniidae.

## Distribution
Cette espèce est endémique de Madagascar. Elle se rencontre vers l'Ankaratra.

## Étymologie
Son nom d'espèce, composé de ankaratr[a] et du suffixe latin -ensis, « qui vit dans, qui habite », lui a été donné en référence au lieu de sa découverte, l'Ankaratra.

## Publication originale
- Rémy, 1960 : Palpigrades de Madagascar. II. Mémoires de l'Institut Scientifique de Madagascar, sér. A, vol. 13, p. 33–66.